# Criza Agadir
Criza Agadir, Incidentul Agadir, A doua criză marocană ori Panthersprung în germană, a fost o criză internațională scurtă declanșată de desfășurarea unor forțe importante franceze în adâncimea teritoriului Marocului în aprilie 1911. Germania nu avea nicio obiecțiune la expansiunea franceză în zonă, dar dorea să primească compensații teritoriale pentru aceasta. Berlin a trimis în zonă o canonieră, iar pe plan intern a permis agitații naționaliste. Negocierile dintre Berlin și Paris au dus la rezolvarea crizei: Franța a preluat controlul asupra Marocului, care a fost transformat în protectorat, iar Germania a primit concesiuni teritoriale în Congo Francez, în vreme ce Spania a fost satisfăcută de modificarea graniței marocane. Guvernul britanic, în schimb, a fost alarmat de abordarea agresivă a guvernului german a neînțelegerilor cu francezii. David Lloyd George a ținut un discurs dramatic în care a denunțat acțiunea germană ca fiind o umilință intolerabilă. În rândul responsabililor politici și militari britanici au existat mai multe voci care cereau declanșarea unui război cu Germania, dar guvernul de la Berlin și-a calmat politica externă. Relațiile dintre britanici și germani au rămas în continuare încordate.

## Contextul istoric
Întâietatea intereselor franceze în Maroc a fost susținută în cadrul Conferința din Algeciras din 1906, după încheierea primei crize marocane din 1905-1906.
Tensiunile anglo-germane erau foarte ridicate în acea vreme, în parte datorită cursei înarmărilor dintre Imperiul German și Regatul Unit – Berlinul încerca să creeze o flotă de suprafață care să aibă efective de cel puțin două treimi din cele ale britanicilor. Mișcarea germanilor a avut ca scop testarea solidității relațiilor dintre Regatul Unit și Franța și poate pentru convingerea britanicilor să negocieze o alianță cu Berlinul. În plus, Germania a emis cereri de despăgubire pentru acceptarea controlului efectiv francez asupra Marocului.

## Desfășurarea evenimentelor

### Rebeliunea marocană
În 1911, a izbucnit în Maroc o rebeliune împotriva sultanului Abdelhafid. Până la începutul lunii aprilie, sultanul ajuns să fie asediat în palatul său din Fez. Sub pretextul protejării vieții și averilor cetățenilor europeni, Franța s-a pregătit să trimită trupe care să înăbușe rebeliunea. Trupele franceze au fost trimise în Maroc la sfârșitul lunii aprilie. Pe 8 iunie, armata spaniolă a ocupat Larache, iar trei zile mai târziu, Alcazarquivir.

### Intervenția navală germană
Pe 1 iulie, germanii au trimis în Maroc canoniera Panther, care a ancorat în portul Agadir sub pretextul protejării intereselor comerciale germane. Câteva zile mai târziu, canoniera a fost înlocuită de crucișătoarele Bremen și Berlin. Un cetățean german, Hermann Wilberg, aflat la 110 km nord de Agadir, a pornit în călătorie spre port, unde a ajuns la trei zile după ancorarea canonierei Panther. Francezii și britanicii au reacționat imediat la aceste mișcări navale.

### Reacția britanică
Guvernul britanic a încercat fără succes să împiedice Franța să adopte măsuri pripite și să o descurajeze să trimită trupe la  Fez. În aprilie, ministrul afacerilor externe britanic Sir Edward Grey nota: „ceea ce intenționează francezii să facă nu este înțelept, dar noi, conform înțelegerii noastre,  nu putem să ne amestecăm”. El considera că britanicii sunt cu mâinile legate și că trebuie să îi sprijine pe francezi.
Sosirea canonierei Panther în portul Agadir i-a neliniștit pe britanici. Royal Navy avea o bază navală în Gibraltar, iar sosirea germanilor în Maroc putea fi o tentativă pentru transformarea Agadirului într-o bază navală germană în Atlantic. Britanicii și-a trimis în Maroc câteva cuirasate, care să fie în zonă în caz de război. La fel ca în timpul primei crize marocane, sprijinul britanic pentru Franța a demonstrat trăinicia Antantei.

### Criza financiară germană
În plină criză politică, Germania a fost lovită și de o criză financiară. Piața bursieră a scăzut cu 30% într-o singură zi, iar investitorii au început să își retragă banii și să cumpere aur, iar băncile au fost supuse unei mari presiuni. Reichsbank a pierdut o cincime din rezervele sale de aur într-o singură lună. Circulau zvonuri conform cărora ministrul de finanțe francez ar fi orchestrat întreaga criză. Confruntat cu posibilitatea ca Germanaia să fie obligată să renunțe la standardul aur, Kaiserul a cedat și permis Franței să preia controlul asupra Marocului.

### Negocierile
Pe 7 iulie, ambasadorul german la Paris a informat guvernul francez că Germania nu are aspirații teritoriale în Maroc și că va negocia pentru un protectorat francez pe baza unor „compensații” pentru Germania în regiunea Congoului Francez și protejarea intereselor sale comerciale în Maroc. Termenii germanilor, așa cum au fost prezentați pe 15 iulie, prevedeau o ofertă de cedare a părții nordice a Kamerunului și Togolandului și pretindea francezilor cedarea întregului Congo francez de la râul Sangha până la mare. Mai târziu, germanii au adăugat o cerere pentru transferul drepturilor de preemțiune a francezilor asupra Congoului Belgian.
Pe 21 iulie, David Lloyd George a rostit un discurs la reședința oficială a primarului Londrei în timpul căruia a declarat că onoarea națională este mai prețioasă decât pacea: „Dacă Marea Britanie este tratată prost în cazul în care interesele sale sunt afectate în mod vital, ca și cum ea nu are nicio valoare în concertul națiunilor, atunci eu spun în mod explicit că pacea la acel preț ar fi o umilință intolerabilă pentru o țară mare ca a noastră”. Acest discurs a fost interpretat în Germania ca un avertisment împotriva unei încercări de impunere Franței a unei înțelegeri lipsite de logică.
Pe 4 noiembrie, negocierile au dus la semnarea unui acord, prin care germanii acceptau poziția francezilor în Maroc la schimb pentru teritoriul Congoului Mijlociu din colonia Africa Ecuatorială Franceză (în zilele noastre Republica Congo). Acest teritoriu de 275.000 de km2, redenumit Neukamerun, a devenit parte a coloniei germane Kamerun. Zona este un ținut mlăștinos (afectată de boala somnuluii), dar asigura Germaniei o ieșire la fluviul Congo. Germania a cedat Franței o regine mică la sud-est de Fortul Lamy (azi parte a Ciad).

## Urmări
După capitularea lui Abd al-Hafid și semnarea Tratatului de la Fez (30 martie 1912), Franța a instituit protectoratul complet asupra Marocului, punând capăt a ultimelor urme de independență a regatului.
În loc să îi sperie pe britanici și să îi facă să caute o alianță cu Germania, criza a dus la creșterea temerilor și ostilității Londrei față de Berlin și, implicit, la apropierea de Franța. Susținerea Franței de către britanici în timpul crizei a dus la creșterea încrederii în alianța celor două țări (și de asemenea cu Rusia), a adâncit falia dintre Anglia și Germania, care a culminat cu înfruntarea din Primul Război Mondial.
S-a spus la un moment dat că acest incident l-a făcut pe Winston Churchill să tragă concluzia că, dacă Royal Navy vrea să păstreze suprema navală, trebuia să își modifice sursa principală de combustibil de la cărbune la petrol. Până în acel moment, cărbunele, o resursă care putea fi obținută cu ușurință din minele britanice, a fost folosită în defavoarea petrolului importat (în special din Persia), dar viteza și eficiența oferită de petrol au fost cele care l-au convins pe Churchill să propună schimbarea. Mai târziu, premierul H. H. Asquith i-a oferit lui Churchill funcția de Prim Lord al Amiralității.
Criza i-a făcut pe britanici și francezi să negocieze un tratat naval prin care Royal Navy promitea să protejeze litoralul nordic al Franței împotriva unui atac german, în vreme ce Franța își concentra flota în vestul Mediteranei și se obliga să apere interesele britanice de acolo. Acest aranjament permitea Franței să își apere în mod eficient comunicațiile cu coloniile din Africa de nord, iar Regatului Unit să își concentreze mai multe forțe în apele teritoriale și să contracareze amenințarea flotei germane de suprafață.
Colonia germană Kamerun (împreună cu Togoland) au fost ocupate de aliați la începutul Primului Război Mondial.

Filozoful și istoricul Oswald Spengler a declarat la un moment dat că a fost inspirat de Criza Agadir să scrie Declinul Occidentului.

## Vedeți și:
- Cauzele Primului Război Mondial